# 向阿
向阿（こうあ、文永2年（1265年）- 貞和元年/興国6年6月2日（1345年7月1日））は、鎌倉時代から南北朝時代にかけての浄土宗の僧侶。向阿是心。證賢。

## 略歴
初め三井寺で出家したが、24歳の時仁和寺西谷法光明院の礼阿然空のもとに入り浄土門に帰した。学僧として活躍し『三部仮名抄』『浄土四要義』『往生要略抄』などの法語・教義書をまとめ、乾元2年（1303年）に兄弟子・専空より専修念仏院（専修院）を譲り受け、元弘3年（1333年）までに「浄華院」と改名、浄華院すなわち清浄華院の第五世として浄土宗鎮西派一条流を確立した。
向阿は亀山天皇皇子恒明親王や万里小路家、三条家など、皇族や公家の帰依を受けており、彼の活躍により一条流は浄土宗内でも突出した勢力を持つに至った。また和歌を良くしたとされ、道歌がいくつか伝わり、『新千載和歌集』にも収録されている。能書家としても知られており、向阿筆と伝わる切を収録する手鑑も複数存在する。
彼の著作である『三部仮名抄』は仮名交じり文の法語として高く評価され、天台僧であった隆堯はこの書を読んで浄土宗に転派し、応永26年（1419年）に同書を開版している。近世には法然上人の法語ともに浄土僧の布教に欠かせない必読の書物として盛んに開版され、多くの人々に読まれた。
近世になって『向阿上人絵詞伝』等の伝記がまとめられ、その多くが『武田系図』に載る甲斐国生まれの武田時綱の子で俗名を武田信宗とする説（『本朝高僧伝』他）を採っているが、中世の伝記や自著資料の記述との齟齬が大きく、別人と考えられている。また没年も貞和元年（1345年）とする説が知られているが、暦応2年（1339年）には故人となっていることが確認され（『中院一品記』同年七月廿五日条）、文明15年（1483年）『三井続燈記』（釈是心伝）や大永4年（1524年）『真如堂縁起』に記される建武3年（1336年）説が妥当と考えられている。（この年、弟子・玄心に本尊等を譲っている。（清浄華院文書「向阿譲状」））
広く流布している證賢という名も自著名や『真如堂縁起』以前の資料には出てこず、典拠不明である。また、慈覚大師創建と伝える清浄華院も、実際の開山は向阿であると考えられている。